# Манджи, Иршад
Иршад Манджи (р. 1968) — канадская феминистка, писатель, журналистка, общественный деятель и учёный. Известна своей критикой традиционного мусульманского общества и реформаторскими идеями, изложенными в книге «Проблема с исламом сегодня» . Открытая лесбиянка. Родилась в Уганде в семье смешанного египетско-гуджаратского происхождения.